# Рудолф II фон Монфор-Фелдкирх
Рудолф II фон Монфор-Фелдкирх (на немски: Rudolf II, Graf von Montfort-Feldkirch) от рода на пфалцграфовете на Тюбинген е граф на Монфор-Фелдкирх във Форарлберг в Австрия.

## Биография
Роден е около 1244 година в Монфор-Фелдкирх, Форарлберг. Той е син на граф Хуго II фон Монфор-Брегенц († 1260) и съпругата му Елизабет фон Берг-Шелклинген-Бургау, дъщеря на граф Хайнрих III фон Берг-Шелклинген, маркграф на Бургау († сл. 1241) и Аделхайд фон Шелклинген. Правнук е на пфалцграф Хуго II фон Тюбинген († 1182) и Елизабет фон Брегенц-Пфуллендорф († 1216), дъщеря на граф Рудолф фон Брегенц, Кур и Пфулендорф († 1160) и принцеса Вулфхилд Баварска († сл. 1156), дъщеря на Хайнрих Черния († 1125), херцог на Бавария (Велфи).
Брат е на Хуго III фон Тетнанг-Монфор-Шеер († 1309), Улрих I фон Монфор-Брегенц († 1287), Фридрих III фон Монфор († 1290), епископ на Кур (1282 – 1290), Вилхелм фон Монфор († 1301), княжески абат на Санкт Гален (1281 – 1301), Хайнрих III фон Монфор († 1307), провост в Цурцах, и на Аделхайд фон Монфор († сл. 1302), омъжена за фогт Егино III фон Мач († 1277). Племенник е на Хайнрих I фон Монфор († 1272), епископ на Кур (1268 – 1272).
Той е от влиятелния и богат швабски род Монфор/Монтфорт, странична линия на пфалцграфовете на Тюбинген. От 1207 г. наследниците се наричат на дворец Монфор във Форарлберг „граф на Монфор“.
Последният граф на Монфор-Фелдкирх Рудолф IV († 1390) продава 1375 г. градът и господството Фелдкирх на австрийския херцог Леополд III Хабсбург.
Умира на 19 октомври 1302 година.

## Фамилия
Рудолф II фон Монфор-Фелдкирх се жени пр. 18 септември 1265 г. за Агнес фон Грюнинген († сл. 1265 или 27 май 1328), дъщеря на граф Хартман I фон Грюнинген († 1280) и първата му съпруга фон Езелсберг († 1252), дъщеря на Белрайн фон Езелсберг. Те имат децата:
- Хуго IV фон Монфор-Фелдкирх († 11 август 1310), женен за Анна фон Феринген († сл. 1320)
- Бертолд I фон Монфор
- Рудолф III фон Монфор († 27/28 март 1334), епископ на Кур и на Констанц (1322 – 1334), викар-генерал на Кур
- Хайнрих фон Монфор († сл. 1303)
- Аделхайд фон Монфор († сл. 8 май 1327), омъжена за Хайнрих IV фон Грисенберг († 7 май/8 декември 1324)
- Елизабет фон Монфор (* ок. 1250, Монфор-Фелдкирх; † сл. 1293), омъжена пр. 21 юли 1275 г. във Фелдкирх за Еберхард II фон Валдбург (* ок. 1242; † 30 декември 1291)
- Улрих II фон Монфор (* ок. 1263; † 17 февруари 1350), викар-генерал на Кур